# Epibulus brevis
Epibulus brevis es una especie de peces de la familia Labridae en el orden de los Perciformes.

## Morfología
Los machos pueden llegar alcanzar los 18,5 cm de longitud total.

## Distribución geográfica
Se encuentran en República de Palau, Filipinas, Papúa Nueva Guinea y Indonesia.